# النيزك الكبير 1783

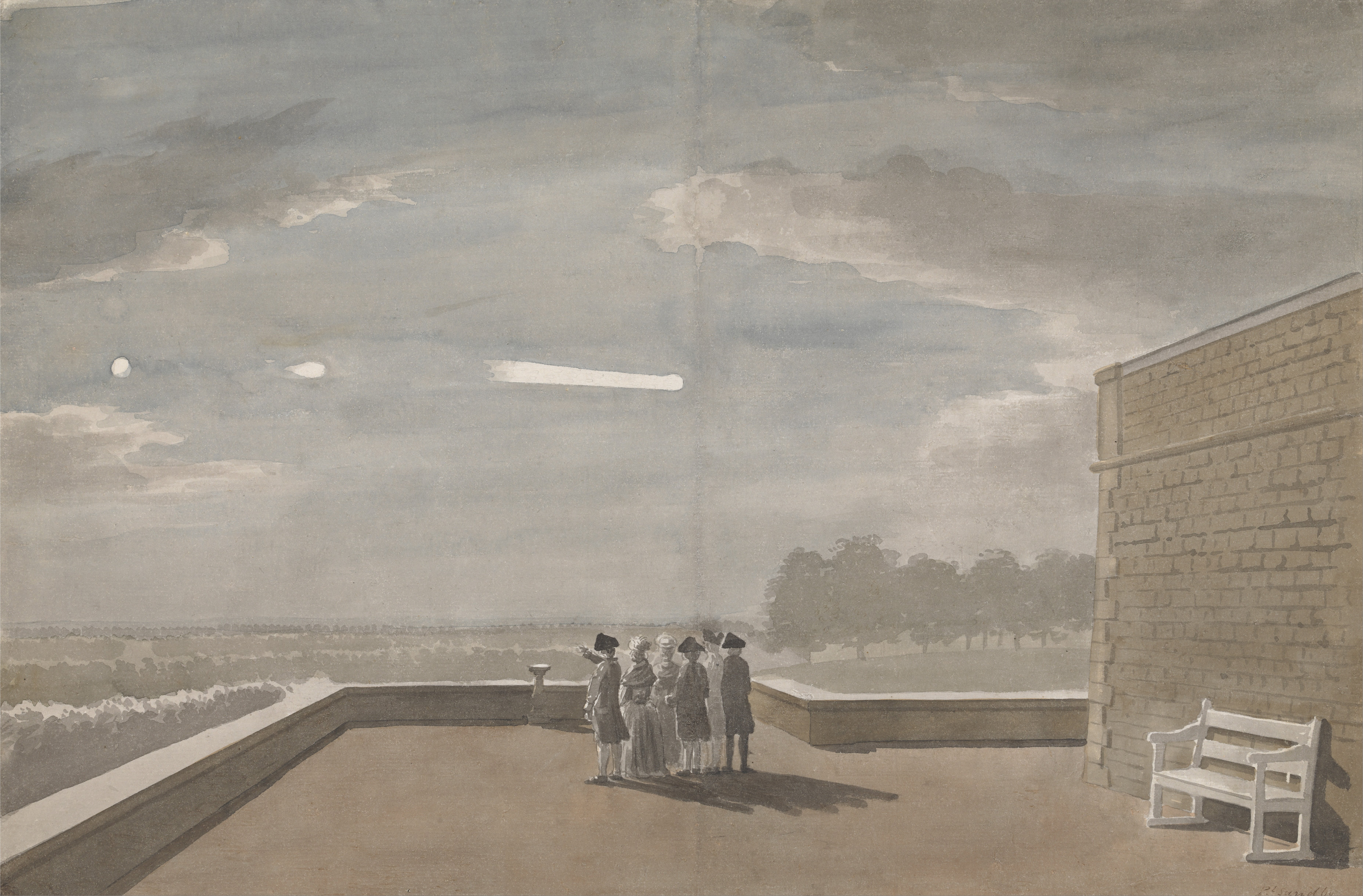
لوحة تصور ظهور النيزك الكبير 1783.

كان النيزك الكبير 1783 شهاب متفجر مشع ظهر في سماء الجزر البريطانية بشكل غريب وتم مشاهدته في 18 أغسطس 1783، وفي ذلك الوقت كانت مثل هذه الظواهر غير مفهومة جيدا. كان النيزك موضوع جدل واسع خصوصا في المعاملات الفلسفية للجمعية الملكية وقد تم عمل دراسة مفصلة لهذه الظاهرة من قبل العالم تشارلز بلاجدين.

## مشاهدات
وقع الحدث بين الساعة 21:15 والساعة 21:30 من يوم 18 أغسطس 1783، في ليلة صافية وجافة. أشار تحليل عمليات الرصد بأن النيزك دخل الغلاف الجوي للأرض فوق بحر الشمال، قبل أن يمر فوق الساحل الشرقي لاسكتلندا وإنجلترا والقناة الإنجليزية؛ انقسم في النهاية، بعد مروره داخل الغلاف الجوي مسافة ألف ميل تقريبًا (نحو 1,600 كم)، فوق جنوب غرب فرنسا أو شمال إيطاليا.

كان هناك العديد من الشهود، لعل أبرزهم تيبيريو كافالو، إيطالي من رواد الفلسفة الطبيعية الذي صادف وجوده بين مجموعة من الأشخاص على أحد شرفات قلعة وندسور في وقت ظهور النيزك. نشر كافالو روايته عن الظاهرة في العدد 74 من دورية الأنشطة الفلسفية:
لوحظ في بداية الأمر بعضُ ومضات الضوء، الشبيهة بالشفق القطبي، في الجزء الشمالي من السماء، وسرعان ما تبين أنها تندفع من جسم مضيء مستدير، قطره الظاهري يعادل نصف قطر القمر، ويكاد يكون ثابتًا في نفس النقطة من السماء [...] ظهرت هذه الكرة للوهلة الأولى كضوء مزرق خافت، ربما لظهورها مشتعلة توًا، أو لظهورها من خلال الضباب؛ لكنها زادت من نورها تدريجيًا، وسرعان ما بدأت تتحرك، صاعدةً في البداية فوق الأفق بزاوية منفرجة نحو الشرق. كان مسارها في هذا الاتجاه قصيرًا جدًا، لربما امتد خمس أو ست درجات؛ وبعد ذلك وجهت مسارها نحو الشرق [...] كان نورها مذهلًا. بدا كل شيء مميزًا جدًا؛ أضاء وجه البلد كله على الفور، في مشهدٍ جميلٍ أمام الشرفة.
أشار كافالو إلى أن النيزك، الذي ظهر لمدة ثلاثين ثانية إجمالًا، بدا وكأنه ينقسم إلى عدة أجسام أصغر (موكب نيزكي) بعد الكتلة الرئيسية مباشرة وأن صوتًا هادرًا، «كصوت رعدٍ قادم من مسافة بعيدة»، قد سُمع بعد نحو عشر دقائق من ظهور النيزك، وقد خمن «بأنه أثر انفجار النيزك». ذكرت روايات أخرى، كتلك التي سردها ألكسندر أوبيرت وريتشارد لوفيل إيدجورث، وجود تدرجات من اللون الأحمر والأزرق في الكرة النارية.
بدت بعض الروايات خيالية إلى حد ما؛ ذكرت مجلة لندن رسالة وردت من ملازم أول على سفينة حربية بريطانية متمركزة في شمال أيرلندا «يذكر فيها رؤيته للنيزك يتحرك على طول الربع الشمالي الشرقي [...] لكنه يضيف شيئًا غريبًا للغاية، إذ رآه بعد ذلك بوقت قصير يعود مرة أخرى، بعكس الطريق الذي جاء منه». أضاف المحرر قوله: «إن العديد من المشاهدات الأخرى لهذا النيزك قد وصلت إلى يدي، لكنها متناقضة مع تلك المشاهدات المترابطة في ذلك الحين، فضلًا عن أنها متناقضة مع بعضها البعض، لدرجة أنني تحفظت عن ذكرها».
كتب غيلبرت وايت في عام 1787، كيف يتذكر صيف عام 1783 «المذهل والرائع» بأنه «مليء بالظواهر المروعة [...] النيازك المخيفة والعواصف الرعدية الهائلة التي أدهشت وأقلقت مختلف مقاطعات هذه المملكة». 